# Triassic Nunatak
Triassic Nunatak är en nunatak i Antarktis. Den ligger i Västantarktis. Argentina, Chile och Storbritannien gör anspråk på området. Toppen på Triassic Nunatak är 1 382 meter över havet.
Terrängen runt Triassic Nunatak är lite kuperad, och sluttar norrut. Trakten är obefolkad. Det finns inga samhällen i närheten. 